# نصار طقاطقة
نصار ماجد عمر طقاطقة (1993-2019) هو أسير فلسطينيّ من بلدة بيت فجار جنوب مدينة بيت لحم جنوب الضّفة المحتلّة. اعتُقل في التاسع عشر من حزيران/ يونيو عام 2019 حتى يوم استشهاده في السادس عشر تموز/ يوليو 2019 نتيجة تعرضه للتّعذيب، وجريمة الإهمال الطبيّ المتعمَّدة (القتل البطيء).

## اعتقاله واستشهاده
اعتُقل الأسير طقاطقة في تاريخ 19 حزيران 2019، بعد اقتحام قوات خاصة لمنزله في بلدة بيت فجار ونُقل إلى مركز تحقيق "المسكوبية" وبعدها إلى مركز تحقيق الجلمة. وبحسب الأسرى، بدأت تظهر عليه ملامح تدهور في حالته الصحيّة بسبب التحقيق. تعرّض طقاطقة لجريمة التّعذيب الممنهجة في التّحقيق، واعتداء السّجانين عليه بالضرب المبرح في معتقل مجدو حينها نُقل للتحقيق في مركز الجلمة ثم تم نقله إلى العزل الانفرادي في سجن الرملة، كما تمت مداهمة منزل عائلته في بلدة بيت فجار والعبث بمحتوياته.
وفي تاريخ 9 تموز أُدخِل إلى معتقل مجدو، ونُقل إلى إحدى الزنازين واعتدى عليه السّجانون بالضرب المبرح وقيدوه "بالبرش" أي السرير. وفي تاريخ 11 تموز رفضت الإدارة نقله إلى الأقسام العامة بذريعة أنه معاقب، ونُقل بعدها بأيام إلى معتقل مجدو على حمّالة، حيث وضع في غرفة تحت رقابة خاصة بسبب وضعه الصحي، ثم نُقل إلى المستشفى في "الرملة" حتى أُعلن عن استشهاده في زنازين معتقل "نيستان الرملة". كما أكّد نادي الأسير أنّ الأسير طقاطقة تعرض للتعذيب في معتقل "مجدو" قبل استشهاده، وهناك معلومات أوليّة تُشير إلى احتماليّة أنّه أُصيبَ بكسورٍ في أطرافِه نتيجةً للتعذيب. قال رئيس نادي الأسير الفلسطينيّ قدورة فارس: "إنّ سلطات الاحتلال الإسرائيلي تستخدم التعذيب الممنهج بحق الأسرى سواء التعذيب النفسي والجسدي، وهناك المئات من الشهادات لأسرى عن عمليات التعذيب على مدار عقود من الزمن، وكل ذلك يُنفذ دون أدنى اعتبار على ما نصت عليه القوانين والأعراف الدولية، باعتبار أن التعذيب محرم، وسبق الأسير طقاطقة الأسير عزيز عويسات من القدس، والذي اُستشهد أيضاً ننتيجة للتعذيب على يد السّجانين، وما تزال سلطات الاحتلال تحتجز جثمانه، في إمعان واضح في الجريمة". طالب نادي الأسير الجهات الحقوقية الدولية بالقيام بمسؤوليّاتها والتحقيق بشكل جدي في ظروف استشهاد الأسير نصار طقاطقة والعشرات من الأسرى.